# Rachel de Queiroz
Rachel de Queiroz (n. 17 noiembrie 1910, Fortaleza, Ceará, Brazilia – d. 4 noiembrie 2003, Rio de Janeiro, Rio de Janeiro, Brazilia) a fost o scriitoare, traducătoare și jurnalistă braziliană.

## Biografie
Rachel de Queiroz s-a născut pe 17 noiembrie 1910 în Fortaleza, capitala statului Ceará, din nord-estul Braziliei. În timpul copilăriei, familia ei a petrecut câțiva ani la Rio de Janeiro și Belém înainte de a se muta înapoi la Fortaleza.
Și-a început cariera în jurnalism în 1927 sub pseudonimul „Rita de Queiroz”. A intrat în lumina reflectoarelor naționale cu succesul neașteptat al romanului său de debut O Quinze în 1930. A publicat alte trei romane înainte de a se muta la Rio în 1939. De asemenea, a fost renumită pentru cronicile sale, scurte articole din ziare de actualitate. 
În 1954 a fost distinsă cu Premiul Saci.
În 1964 a devenit reprezentanta Braziliei la ONU, iar în 1977 a devenit prima scriitoare care a intrat în Academia Brasileira de Letras. A câștigat Premiul Camões (1993) și Premiul Jabuti⁠(d).
A murit în urma unui atac de cord în apartamentul ei din Leblon, Rio de Janeiro, la 4 noiembrie 2003, cu aproximativ două săptămâni înainte de a împlini 93 de ani.
Baza marinarilor brazilieni din misiunea ONU de menținere a păcii în Haiti (MINUSTAH) poartă numele ei.

## Moștenire
Romanul ei O Quinze a fost ecranizat în 2004.
Pe 17 noiembrie 2017, Google a sărbătorit cea de-a 107-a aniversare cu un Google Doodle⁠(d).

## Operă

### Romane
- (1930) O Quinze
- (1932) João Miguel
- (1937) O caminho das pedras
- (1939) As três Marias
- (1950) O galo de ouro
- (1975) Dora Doralina
- (1992) Memorial de Maria Moura

### Nuvele
- (1953) Lampião
- (1958) A Beata Maria do Egito

### Colecții de cronici
- (1963) O brasileiro perplexo
- (1967) O caçador de tatu
- (1976) As menininhas e outras crônicas

### Non-ficțiune
- (1998) Tantos anos (co-authored with her sister, Maria Luíza)